# Saint-Denis-d'Oléron
Saint-Denis-d'Oléron is een gemeente in het Franse departement Charente-Maritime (regio Nouvelle-Aquitaine). De plaats maakt deel uit van het arrondissement Rochefort. Het is een van de acht gemeenten van het Île d'Oléron. Saint-Denis-d'Oléron telde op 1 januari 2022 1.346 inwoners.

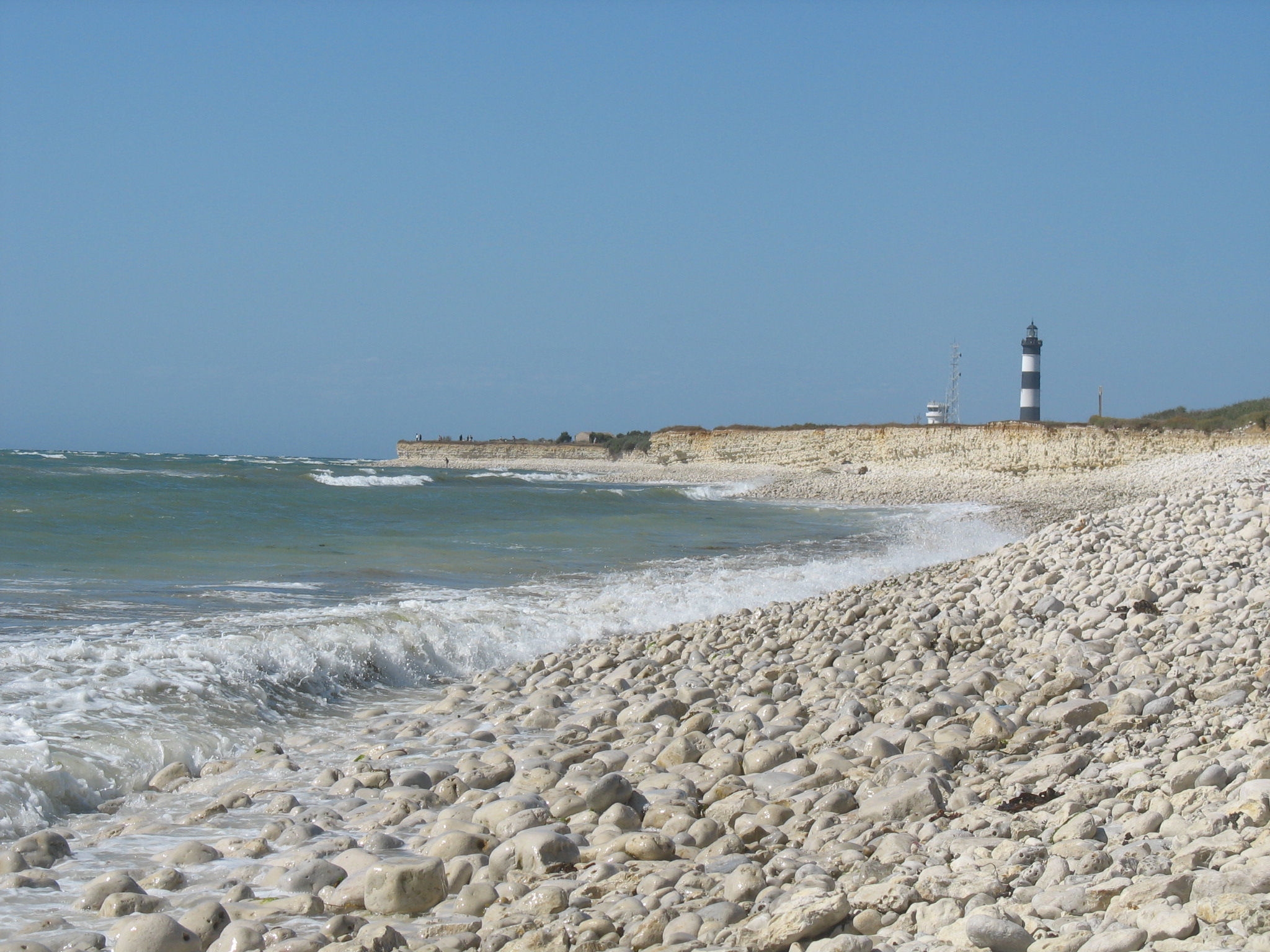
Kust bij Saint-Denis-d'Oléron
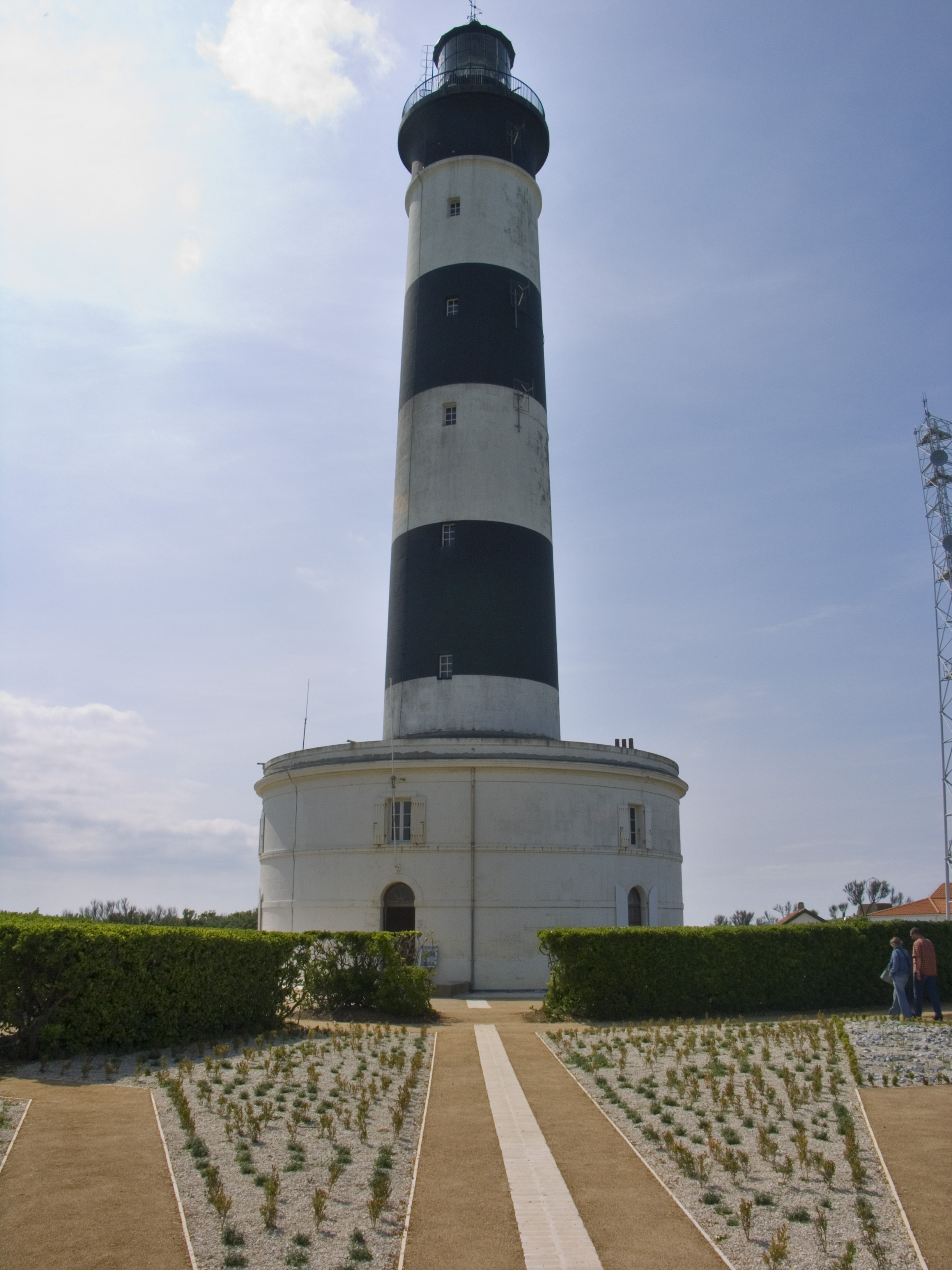
Vuurtoren
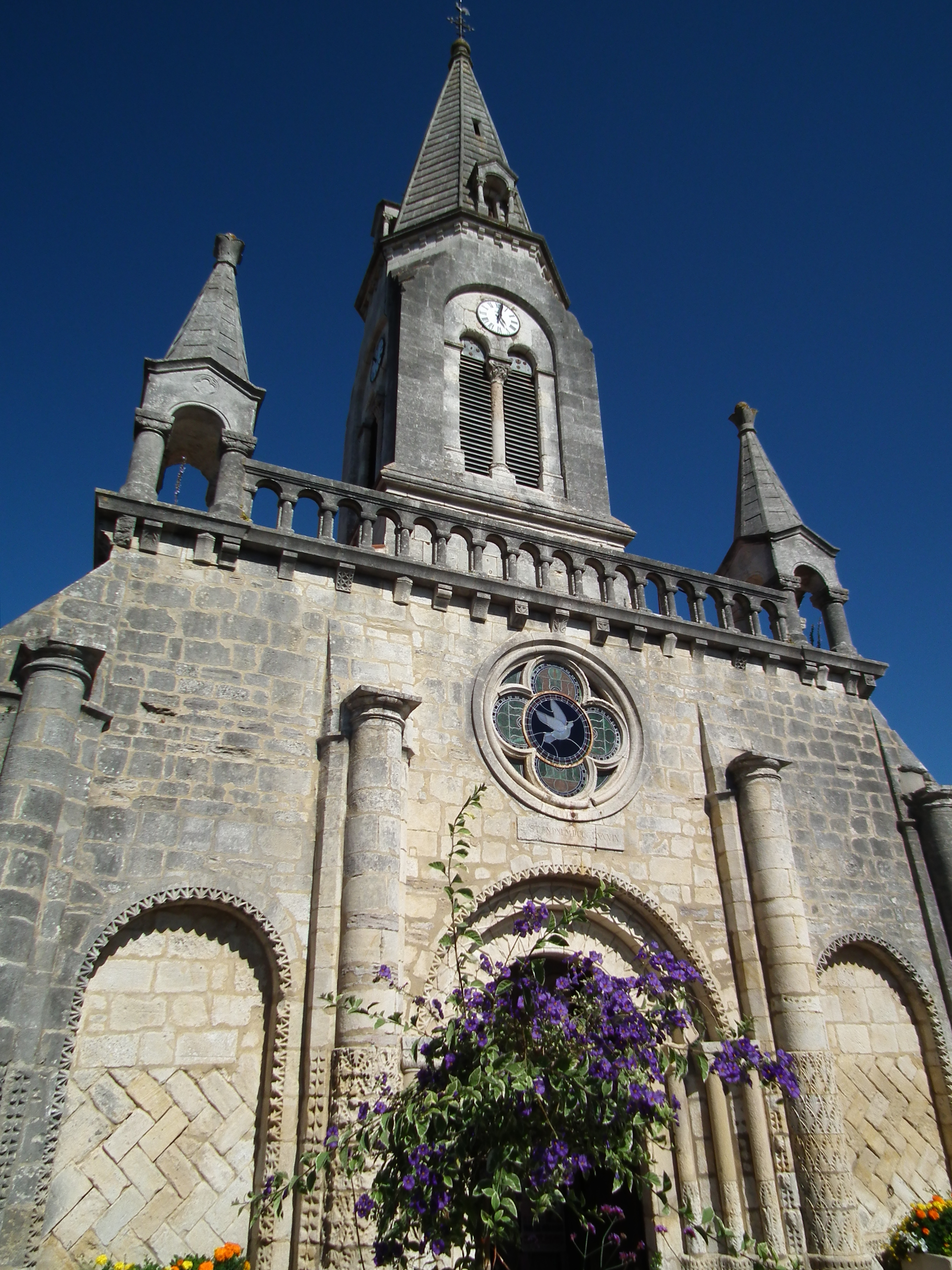
Kerk van Saint-Denis-d'Oléron

## Geografie
De oppervlakte van Saint-Denis-d'Oléron bedroeg op 1 januari 2022 11,75 vierkante kilometer; de bevolkingsdichtheid was toen 114,6 inwoners per km².
De onderstaande kaart toont de ligging van Saint-Denis-d'Oléron met de belangrijkste infrastructuur en aangrenzende gemeenten.

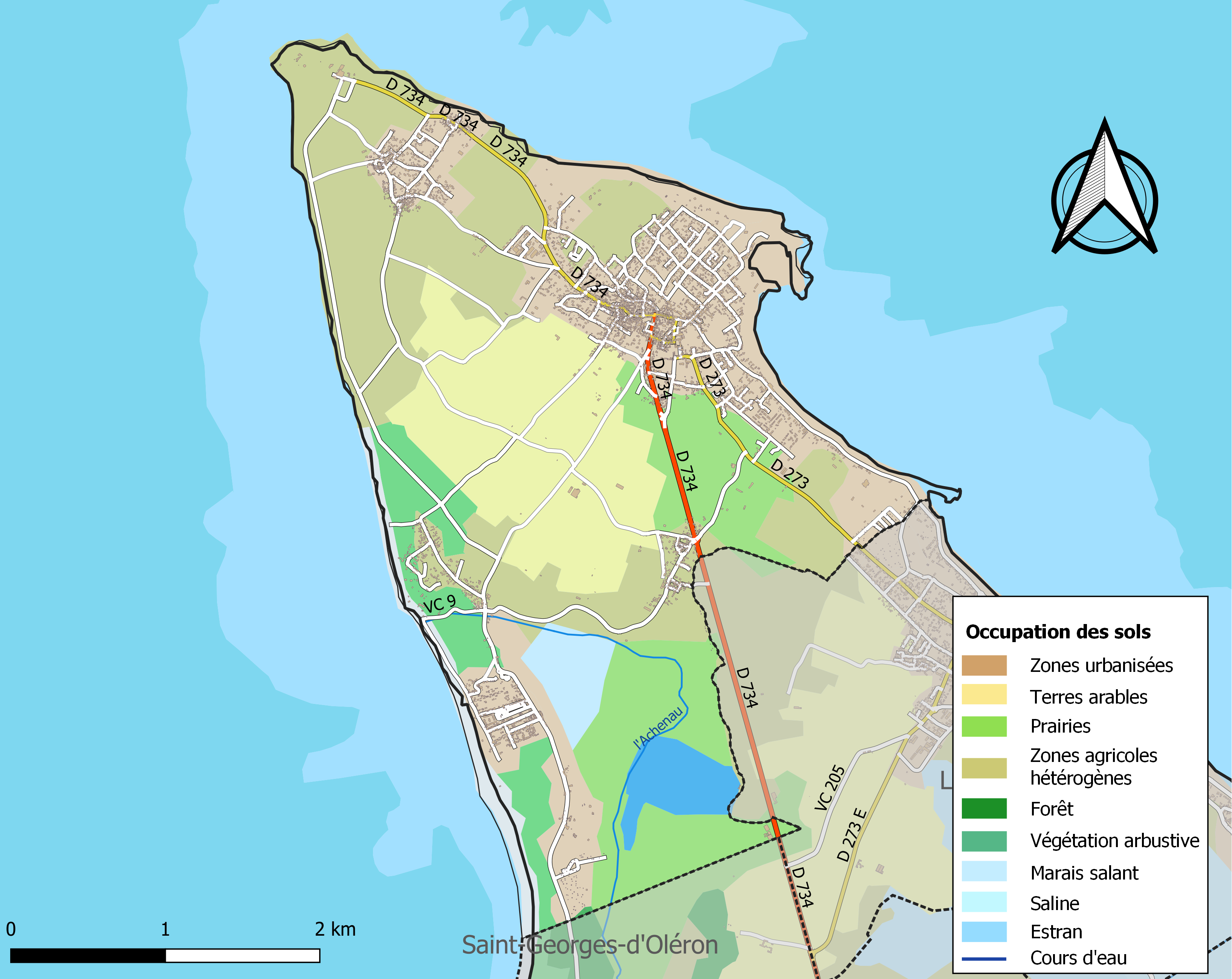

## Demografie
Onderstaande figuur toont het verloop van het inwonertal (bron: INSEE-tellingen).